# Roberto Serniotti
Roberto Serniotti (* 1. Mai 1962 in Turin) ist ein italienischer Volleyballtrainer. Er war Trainer vieler europäischer Mannschaften, unter anderem Panathinaikos Athen, Tours Volley-Ball, M. Roma Volley, Trentino Volley, Berlin Recycling Volleys, Asseco Resovia Rzeszów. 
Derzeit ist er Trainer von AS Cannes Volley-Ball.

## Karriere
Serniottis Karriere begann 1992 in der italienischen Serie A1 begann als zweiter Trainer bei Piemonte Volley. Er blieb bis 2000 (sein letztes Jahr als 1. Trainer) beim Verein und gewann zahlreiche nationale und internationale Trophäen. Nach zwei Spielzeiten in Griechenland bei Panathinaikos Athen saß er bis zum Ende der Serie A1 2002/03 wieder auf der Bank der Piemonteser.
Im Jahr 2003 wechselte er nach Frankreich zu Tours Volley-Ball, die er zum Höhepunkt seiner Triumphe führte, indem er das transalpine Team zum Sieg der ersten und einzigen Champions League (die zweite Champions League Saison, die von einem französischen Team gewonnen wurde), dem französischen Supercup und zwei französischen Pokalen führte.
Von 2003 bis 2004 war er außerdem Assistenztrainer der französischen Nationalmannschaft, mit der er 2003 die Silbermedaille bei der Europameisterschaft gewann und 2004 an den Olympischen Spielen in Athen teilnahm. Von 2005 bis 2007 war er Assistenztrainer der italienischen Nationalmannschaft, mit der er 2005 die Europameisterschaft sowie die Bronzemedaille beim Grand Champions Cup und bei der Universiade gewann.
Sein transalpines Abenteuer wurde 2006 unterbrochen, als er von der M. Roma Volley angeheuert wurde. Der junge römische Verein, obwohl in seiner ersten Erfahrung, erreichte bald prestigeträchtige Ergebnisse: in Italien das Pokalfinale und den Supercup, wo er in beiden Fällen 3:0 gegen die sehr starke Sisley Treviso verlor, während er in Europa im CEV Cup gegen die belgische Mannschaft Maaseik 3:0 triumphierte. Nach zwei Spielzeiten beschloss der Verein, seine Mitgliedschaft in der ersten Liga nicht zu verlängern, und Serniotti flog nach Russland zum Volejbol'nyj klub Jaroslavič.
Vom 29. Dezember 2009 bis zum Ende der Meisterschaft war er der erste Trainer von Prisma Volley Taranto.
Im Jahr 2010 arbeitete er erneut mit der französischen Nationalmannschaft zusammen und trainierte die B-Auswahl.
Am 21. Juni 2010 wurde Serniotti von Trentino Volley verpflichtet, die neben Radostin Stojčev einen zweiten Trainer suchten. Auf der Bank des Trentino-Teams gewann er zum ersten Mal die italienische Meisterschaft und den Weltpokal der Vereine, der mehrmals in seine Erfolgsliste aufgenommen wurde. Er triumphierte auch in der Coppa Italia, im italienischen Superpokal und in der Champions League.
Im Sommer 2013 geriet der Verein in finanzielle Schwierigkeiten, die ihn dazu zwangen, viele seiner stärksten Spieler zu verkaufen, darunter Osmany Juantorena, Matej Kazijski, Jan Štokr; zu den Abgängen gehörte auch Trainer Radostin Stojčev, dessen Vertrag ausgelaufen war. Serniotti wurde mit einem um eine Saison verlängerten Vertrag zum 1. Trainer der Mannschaft befördert, und als seinen Assistenten berief er Simone Roscini. Sein Abenteuer an der Spitze der Trentiner Bank dauerte nur eine Saison, in der er den italienischen Supercup und die Bronzemedaille bei der Klubweltmeisterschaft gewann. Im italienischen Pokal schied er im Halbfinale gegen Piacenza aus, während er am Ende der regulären Saison Platz 4  belegte und dann im Playoff-Viertelfinale gegen Modena ausschied. In der Champions League wurde man Gruppenerster und erreichte die Playoffs, wo man sowohl das Hin- als auch das Rückspiel gegen das russische Team Belgorod mit 0:3 verlor und damit den Einzug ins Final Four in Ankara verpasste.
In der Saison 2015/16 wechselte er zu den Berlin Recycling Volleys in die 1. Deutsche Bundesliga. Als seinen zweiten Trainer nannte er den Japaner Koichiro Shimbo, mit dem er sowohl auf nationaler als auch auf europäischer Ebene hervorragende Ergebnisse erzielte. Es war das Jahr des „Triple“: Er gewann den CEV-Pokal(die erste europäische Trophäe in der Vereinsgeschichte), die deutsche Meisterschaft und den deutschen Pokal (eine Trophäe, die in Berlin seit 15 Jahren fehlte). Im folgenden Jahr wurden sie erneut Deutscher Meister und brachten die deutsche Mannschaft ins Final Four der Champions League. Zu Beginn der Saison verpassten sie den deutschen Supercup, der von der Mannschaft aus Friedrichshafen gewonnen wurde, die sich auch den deutschen Pokal schnappte, den die Berliner im Jahr zuvor gewonnen hatten.
In der Meisterschaft 2017/18 wurde Serniotti Trainer von Asseco Resovia Rzeszów in der polnischen Liga Siatkówki, löste aber im Dezember 2017 seinen Vertrag mit dem polnischen Verein auf.
Im Februar 2018 wurde er zum Trainer von Piemonte Volley in der Serie B berufen und kehrte damit in die Stadt zurück, die ihn als Trainer ins Leben gerufen hatte. Obwohl er für die folgende Saison nicht wieder berufen wurde, saß er im Dezember desselben Jahres erneut auf der Trainerbank von Cuneo, diesmal in der Serie A2, und ersetzte Mauro Barisciani.
In der Saison 2020/21 belegten sie den dritten Platz in der Liga und schieden im Playoff-Halbfinale gegen Prisma Volley aus. In der Coppa Italia A2/A3 erreichten sie das Halbfinale und scheiterten an Olimpia Bergamo, dem späteren Turniersieger.
In der Meisterschaft 2021/22 erreichte es das Finale des italienischen Pokals A2/A3 und brachte damit nach elf Jahren wieder ein Pokalfinale für Piemonte Volley gegen Conad Reggio Emilia, ein Team, das in der Heimat von Cuneo mit 3:1 gewann und damit die 25. Ausgabe gewann. Am Ende der regulären Saison belegte er erneut den dritten Platz und bestätigte damit seine Position aus dem Vorjahr. Diesmal erreichte er das Playoff-Finale, wo er immer auf das Team aus Reggio Emilia traf, das im Best of Five mit 3:1 gewann und den Einzug in die SuperLega schaffte. Da sein Vertrag am Ende der Saison auslief, trennten sich der Verein und der Trainer.
Im Sommer 2023 wurde er von AS Cannes Volley-Ball unter Vertrag genommen, einem in der Ligue B spielenden Team, das im Jahr zuvor nach dem Gewinn der Ligue A sang- und klanglos abgestiegen war und im Playoff-Halbfinale an Mende Volley Lozère gescheitert war. In seiner ersten Saison an der Côte d’Azur gelang es dem Team, die reguläre Saison auf dem ersten Platz zu beenden und die Meisterschaft zu gewinnen, indem es Ajaccio im Finale schlug und damit wieder in die Ligue A aufstieg.

## Trainerstationen
| Zeitraum  | Verein                       |
| --------- | ---------------------------- |
| 1992–2000 | Piemonte Volley              |
| 2000–2002 | Panathinaikos Athen          |
| 2002–2003 | Piemonte Volley              |
| 2003–2004 | Frankreich                   |
| 2003–2006 | Tours Volley-Ball            |
| 2005–2007 | Italien                      |
| 2006–2008 | M. Roma Volley               |
| 2008–2009 | Volejbol'nyj Klub Jaroslavič |
| 2009–2010 | Prisma Taranto Volley        |
| 2010–2010 | Frankreich                   |
| 2010–2014 | Trentino Volley              |
| 2015–2017 | Berlin Recycling Volleys     |
| 2017–2017 | Asseco Resovia Rzeszów       |
| 2017–2022 | Piemonte Volley              |
| 2023–     | AS Cannes Volley-Ball        |

## Titel
- Italienischer Pokal: 1996, 1999, 2012, 2013
- Italienischer Supercup: 1996, 1999, 2002, 2011, 2013
- DVV-Pokal: 2016
- Französischer Pokal: 2005, 2006
- Französischer Supercup: 2005
- Italienischer Meister: 2011, 2013
- Deutscher Meister: 2016, 2017
- Französische Meister: 2024
- Klubweltmeisterschaft: 2010, 2011, 2012
- Klubweltmeisterschaft: 2013
- Champions League: 2005, 2011
- CEV-Pokal: 1996, 2008, 2016
- Europäischer Supercup: 1996, 1997
- Pokal der Pokalsieger: 1997, 1998

- Europameisterschaft: 2005
- Europameisterschaft: 2003
- World Grand Champions Cup: 2005
- Sommer Universiade: 2005